# Svetlana Masterkova
Pour les articles homonymes, voir Masterkova.
Svetlana Aleksandrovna Masterkova (en russe : Светлана Александровна Мастеркова), née le 17 janvier 1968 à Atchinsk, est une athlète russe spécialiste des courses de demi-fond.

## Carrière sportive
Svetlana Masterkova se révèle durant l'année 1991 en remportant le 800 m des championnats d'Union Soviétique. Qualifiée pour les Mondiaux de Tokyo, elle se classe 8e de la finale du 800 m avec le temps de 2 min 02 s 92. En 1993, elle remporte la médaille d'argent des Championnats du monde en salle de Toronto en terminant derrière la Mozambicaine Maria Mutola. Handicapée par des blessures, elle est contrainte d'arrêter sa saison, avant de mettre entre parenthèses sa carrière d'athlète pour cause de maternité. En 1995, elle donne naissance à sa fille, Anastasia.
Elle fait son retour sur les pistes d'athlétisme en début d'année 1996, décidant de s'aligner en plus du 800 m sur 1 500 m. Elle remporte ces deux épreuves lors des Championnats de Russie d'athlétisme en améliorant ses records personnels. Svetlana Masterkova réalise le doublé durant les Jeux olympiques d'Atlanta, s'imposant tout d'abord sur 800 m avec le temps de 1 min 57 s 73, devant Ana Fidelia Quirot et Maria Mutola, avant de remporter quelques jours plus tard la médaille d'or du 1 500 m en 4 min 00 s 83 devant la Roumaine Gabriela Szabo. Égalant la performance de sa compatriote Tatyana Kazankina, vainqueur de ces deux épreuves lors des Jeux olympiques de 1976, elle devient la seconde athlète féminine à décrocher deux médailles d'or à Atlanta, après la Française Marie-José Pérec, couronnée sur 200 et 400 m. Elle établit par la suite plusieurs records du monde en meeting : celui du mile le 14 août 1996 à l'occasion du Meeting de Zürich, et celui du 1000m le 23 août 1996 lors du Meeting de Bruxelles.
En 1998, Masterkova remporte le titre continental du 1 500 m à l'occasion des Championnats d'Europe d'athlétisme de Budapest, devançant la Portugaise Carla Sacramento et la Suissesse Anita Weyermann. En fin de saison, elle remporte la Finale du Grand Prix à Moscou et la Coupe du monde des nations de Johannesburg. En 1999, elle établit la meilleure performance de sa carrière sur 800 m en réalisant 1 min 55 s 87 lors du meeting de Moscou. Alignée sur deux épreuves lors des Championnats du monde d'athlétisme de Séville, elle se classe tout d'abord troisième du 800 m dominé par la Tchèque Ludmila Formanová, avant de remporter cinq jours plus tard la finale du 1 500 m en 3 min 59 s 53 devant l'Américaine Regina Jacobs.
En 2013, elle est intronisée au Panthéon de l'athlétisme de l'IAAF.
Svetlana est mariée au cycliste Assiat Saitov (depuis 1994).

## Palmarès

### Jeux olympiques
- Jeux olympiques d'été de 1996 à Atlanta :
  -  Médaille d'or du 800 m en 1 min 57 s 73
  -  Médaille d'or du 1 500 m en 4 min 00 s 83

### Championnats du monde
- Championnats du monde d'athlétisme 1999 à Séville :
  -  Médaille d'or du 1 500 m en 3 min 59 s 53
  -  Médaille de bronze du 800 m en 1 min 56 s 93

### Championnats d'Europe
- Championnats d'Europe d'athlétisme 1998 à Budapest :
  -  Médaille d'or du 1 500 m en 4 min 11 s 91

## Records

### Records personnels
| Épreuve | Performance        | Date           | Lieu      |
| ------- | ------------------ | -------------- | --------- |
| 400 m   | 53 s 12            | 8 juillet 1992 |           |
| 800 m   | 1 min 55 s 87      | 18 juin 1999   | Moscou    |
| 1 000 m | 2 min 28 s 98 (RM) | 23 août 1996   | Bruxelles |
| 1 500 m | 3 min 56 s 77      | 14 août 1996   | Zurich    |
| Mile    | 4 min 12 s 56 (RM) | 14 août 1996   | Zurich    |

## Records du monde
- Record du monde du 1 000 m en 2 min 28 s 98, établi le 23 août 1996 à Bruxelles
- Record du monde du mile en 4 min 12 s 56, établi le 14 août 1996 à Zurich